# 全国保健センター連合会
社団法人全国保健センター連合会（ぜんこくほけんセンターれんごうかい、All Japan Federation of Municipal Health Centers）は、かつて存在した厚生労働省所管の社団法人。市町村保健センター及び類似施設の普及と健全な発展を図り、地域住民の健康を保持増進に寄与することを目的に掲げており、市町村保健センターが加盟していた。
2011年3月31日に解散した。